# USS Chicago (1885)
USS Chicago byl chráněný křižník námořnictva Spojených států amerických. Ve službě byl v letech 1889–1923.

## Stavba

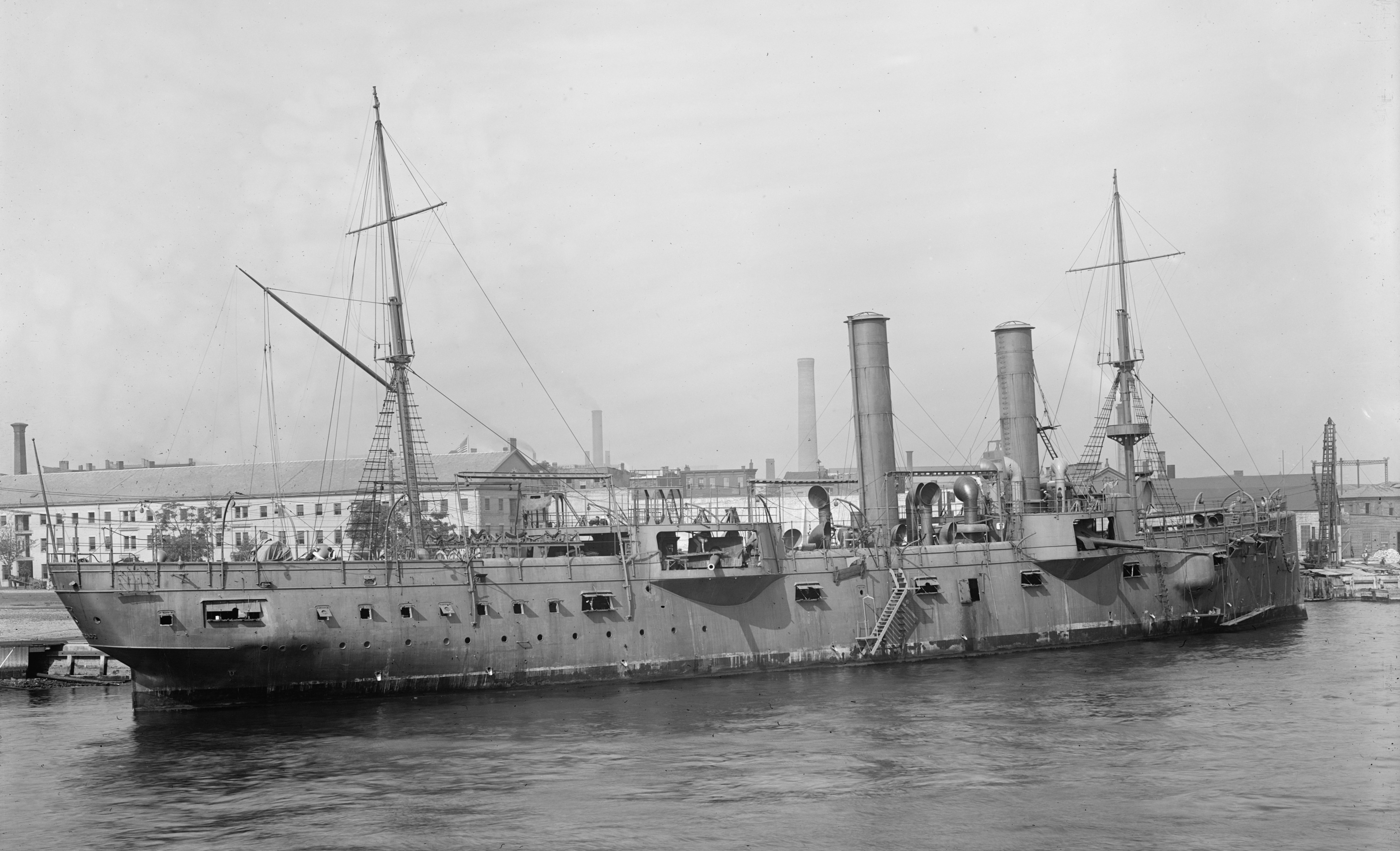
USS Chicago

Křižník postavila americká loděnice John Roach and Sons v Chesteru. Kýl byl založen 29. prosince 1883, na vodu byl spuštěn 5. prosince 1885 a do služby byl přijat 17. dubna 1889.

## Konstrukce

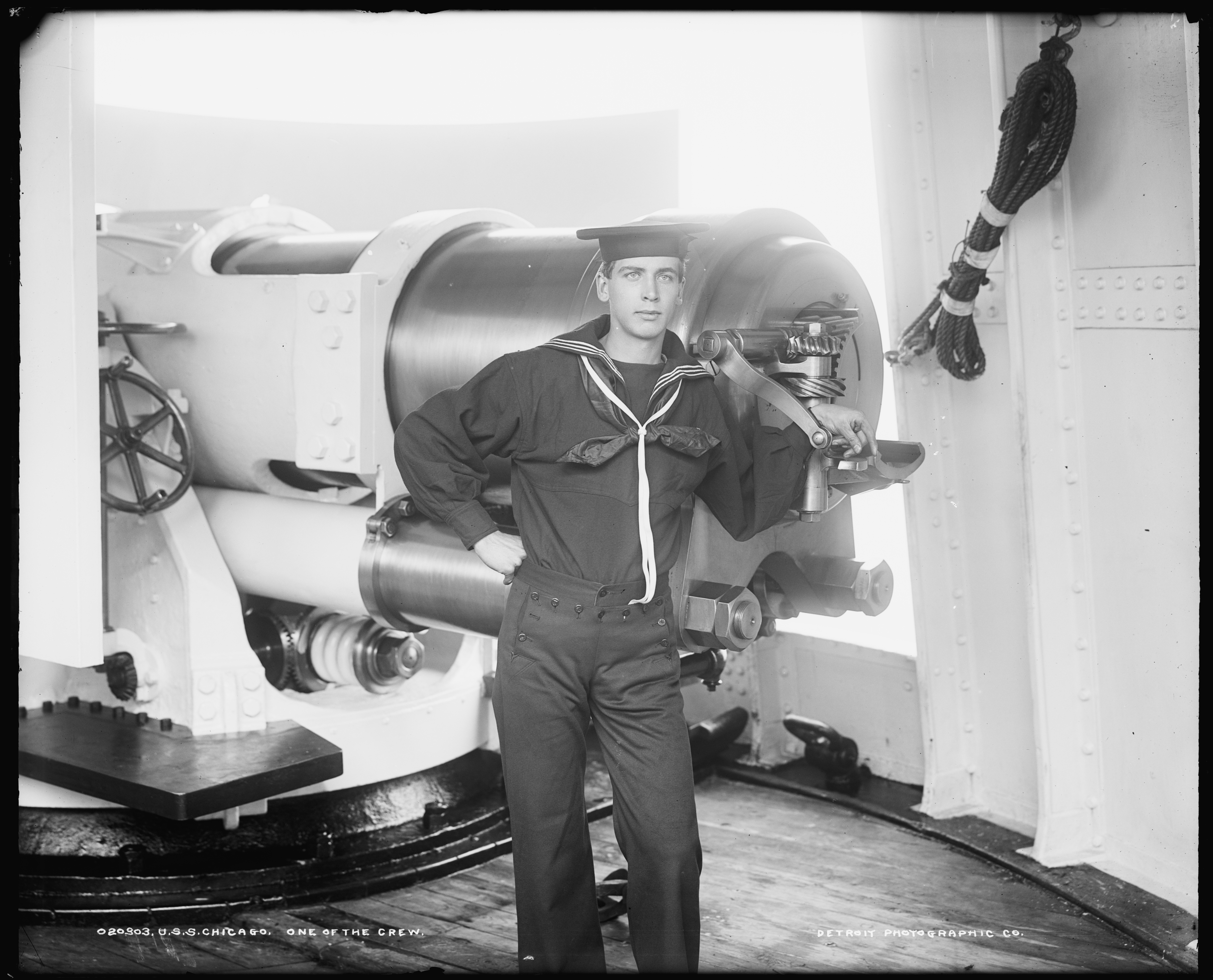
152mm kanón křižníku USS Chicago

Výzbroj tvořily čtyři 203mm kanóny, osm 152mm kanónů, dva 127mm kanóny, dva 57mm kanóny a dva 37mm kanóny. Pohonný systém tvořilo pět kotlů a dva parní stroje o výkonu 5000 hp, pohánějící dva lodní šrouby. Nejvyšší rychlost dosahovala 14 uzlů. Dosah byl 5300 námořních mil při rychlosti 10 uzlů.

## Služba
V letech 1910–1917 křižník využívaly milice, v letech 1917–1923 sloužil jako mateřská loď ponorek s výzbrojí redukovanou na čtyři 127mm kanóny. Vyřazen byl roku 1923 a v dalších letech byl využíván jako hulk. Roku 1920 dostal označení CA-14 a roku 1929 byl přejmenován na Alton (IX5). V letech 1923–1935 sloužil jako ubytovací loď v Pearl Harboru. Roku 1936 byl prodán k sešrotování. Potopil se během vlečení z Honolulu do San Francisca.